# Octopus tetricus
Il polpo tetro (Octopus tetricus, Gould, 1852), noto anche con il nome di polpo di Sydney, è un mollusco cefalopode della famiglia Octopodidae, diffuso nelle coste dell'Australia orientale e della Nuova Zelanda.

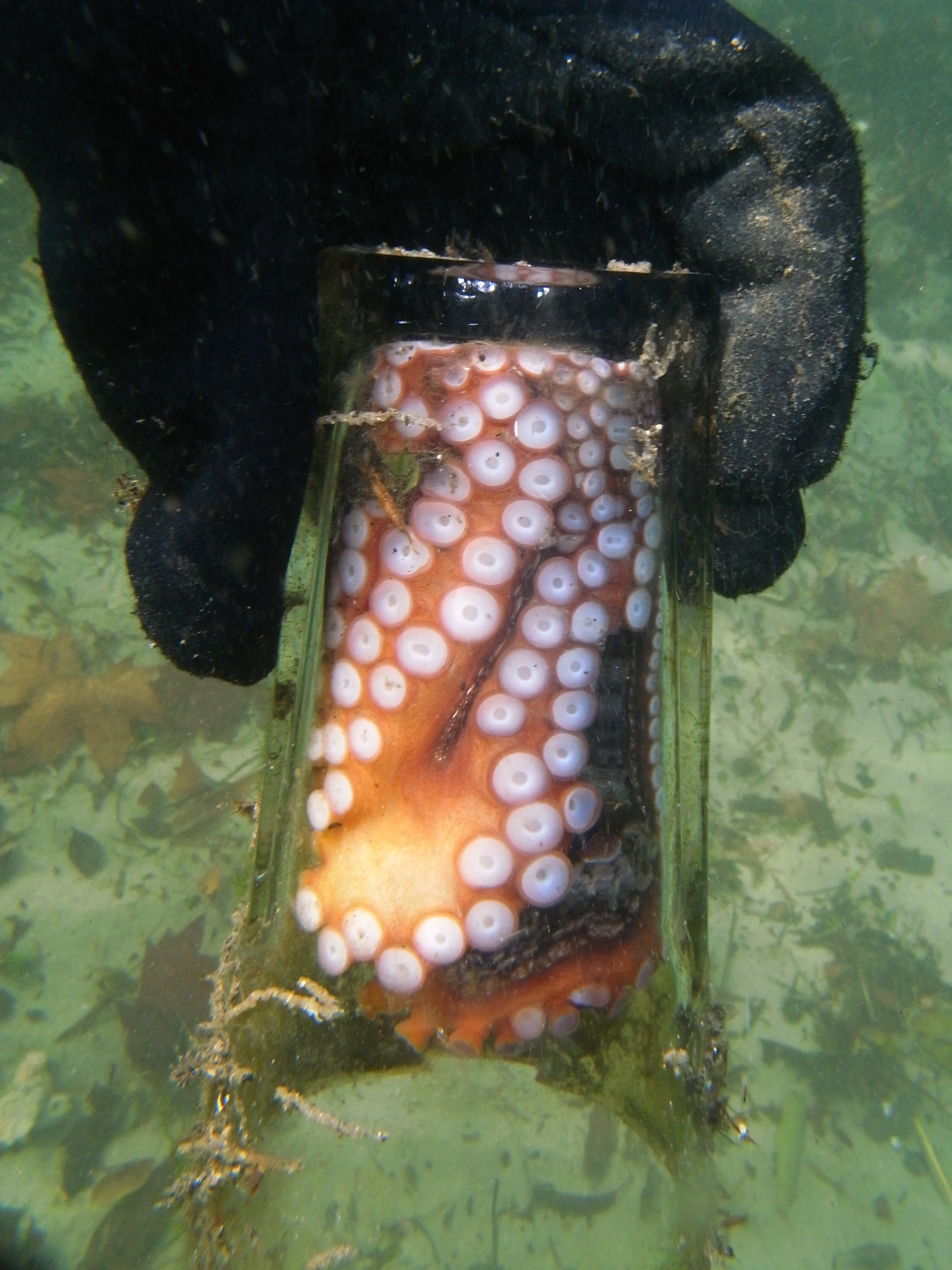
Un piccolo esemplare di O. tetricus in un bicchiere usato come riparo

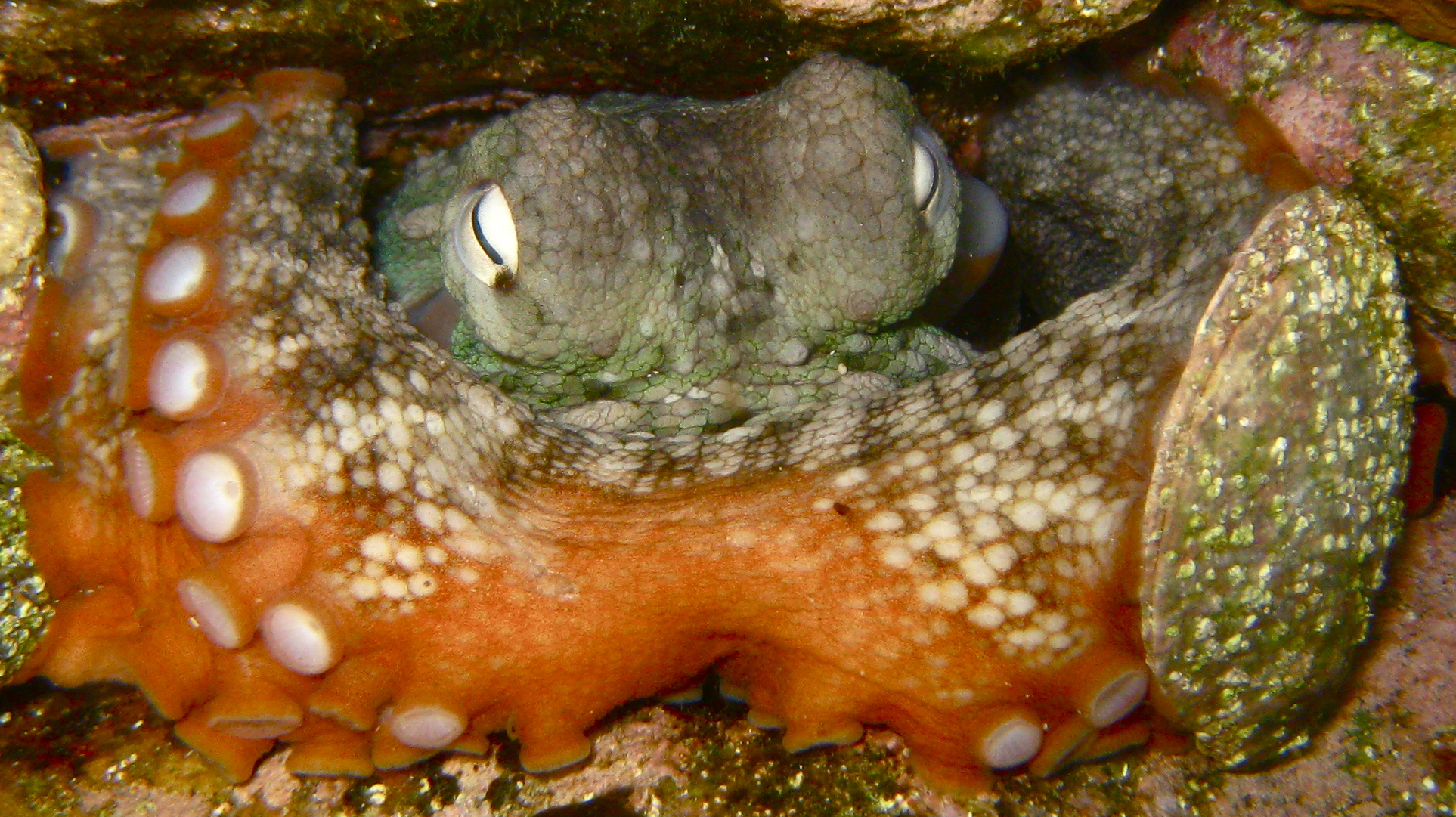
O. tetricus al riparo tra le rocce

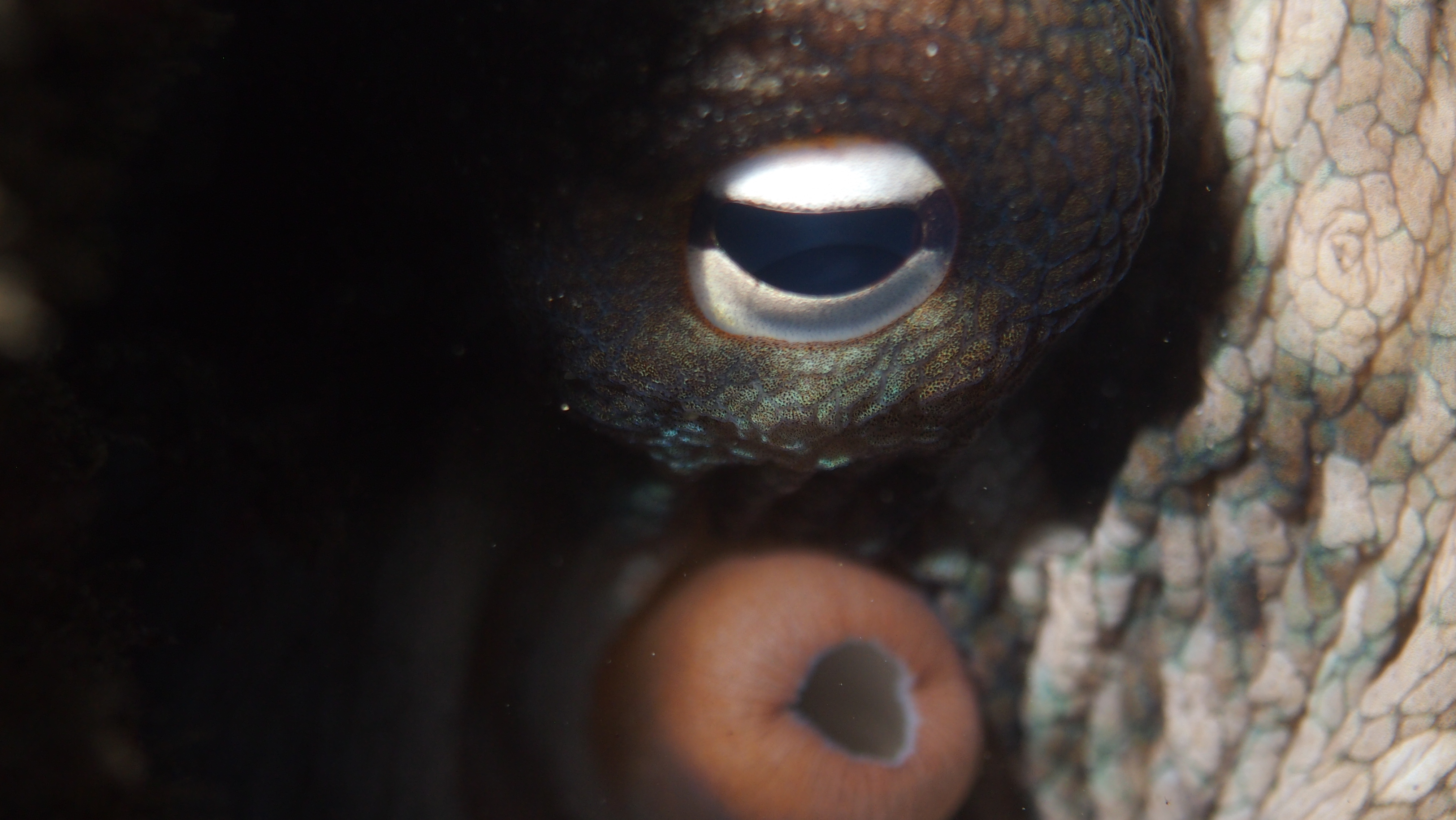
Dettaglio dell'occhio e del sifone

## Distribuzione e habitat
O. tetricus è distribuito nei mari subtropicali dell'Australia orientale e della Nuova Zelanda settentrionale, inclusa l'isola di Lord Howe. L'areale australiano va dal Nuovo Galles del Sud, dove è stato originariamente scoperto, a Moreton Bay nel sud del Queensland; viene anche chiamato "polpo di Sydney", dove è molto comune. A latitudini simili nell'Australia occidentale si trova una specie (o sottospecie) strettamente correlata, il "polpo di Perth", indicata come "Octopus (cfr) tetricus".
Il polpo tetro vive nei porti (come nel porto di Sydney, dove è abbondante), in coste rocciose, su fondali sabbiosi e nei letti di alghe, dalla superficie a pochi metri di profondità.

## Biologia

### Cromatofori
I cromatofori, nel caso dei cefalopodi, sono organi neuromuscolari che contengono pigmenti e funzionano in modo diverso rispetto alla maggior parte degli altri animali. I cromatofori reagiscono agli stimoli e facilitano l'interazione con l'ambiente. Ogni organo contiene un sacco elastico contenente un pigmento che è attaccato al muscolo radiale del polpo. Quando il polpo si eccita, i muscoli radiali si contraggono e dilatano i cromatofori. Al contrario, quando il polpo è in uno stato rilassato, i cromatofori si ritrarranno nel sacco elastico.
Poiché questi cromatofori interagiscono con l'ambiente, consentono al polpo di selezionare, in qualsiasi momento, un particolare modello corporeo: possono per esempio decidere di modificare la loro pelle, da liscia a rugosa. Ciò gli consente, ad esempio, di mimetizzarsi e nascondersi dai loro predatori. Un'altra funzione dei cromatofori è la comunicazione intraspecifica che facilita la comunicazione tra individui.
Anche i polpi appena nati hanno dei cromatofori, detti "cromatofori fondatori", organi simili a sacche che contengono pigmenti nella loro pelle. I cromatofori fondatori sono ben visibili nei giovani e diventano più piccoli e poco visibili quando il polpo si avvicina all'età adulta.